# Djimon Hounsou
Djimon Gaston Hounsou (pronúncia em francês:"Jie-mon Hahn-soo"; Cotonu, 24 de Abril de 1964)  é um ator, dançarino e modelo beniense, naturalizado estadunidense.
Hounsou imigrou para Paris com 13 anos, junto ao seu irmão, e viveu nas ruas da periferia, até ser descoberto pelo Design de Moda Thierry Mugler que fez dele um modelo. Sua estreia no cinema foi em 1990, no filme Without You I'm Nothing. Mais tarde recebeu papéis em séries de TV como Beverly Hills 90210(Barrados no Baile), ER  e Alias. Recebeu um maior papel no filme de ficção científica Stargate.
Recebeu uma boa aclamação da crítica e uma indicação ao Golden Globe pelo seu personagem quilarvra em 1997 pelo filme de Steven Spielberg Amistad. Ganhou destaque também como Juba, em Gladiador. Em 2004 foi indicado ao Oscar de Melhor Ator (coadjuvante/secundário) por In America. 2004 foi primeiro ano em que 2 atores africanos foram indicados ao Oscar, Charlize Theron foi indicada por Monster.
Em 2006 ganhou o National Board of Review como melhor ator (coadjuvante/secundário) por Blood Diamond, também foi indicado ao Broadcast Film Critics Association e Screen Actors Guild Awards.

## Filmografia
- Beverly Hills, 90210 (1990)
- Without You I’m Nothing (1991)
- Obsessão Fatal (1992)
- Parceiros do Crime (1993)
- Stargate (1994) (creditado apenas como Djimon)
- The Small Hours (1997)
- Amistad (1997)
- Ill Gotten Gains (1997)
- Tentáculos (1998)
- Gladiador (2000)
- The Middle Passage (2000) (documentary) (narrator in US version)
- The Tag (2001)
- Dead Weight (2002)
- Honra e Coragem (2002)
- Terra dos Sonhos (2002)
- Heroes (série) (2002) (pequeno papel)
- Corridas Clandestinas (2003)
- Lara Croft: Tomb Raider - A Origem da Vida (2003)
- Desejo de Vingança (2004)
- Constantine (2005)
- Um Salão do Barulho (2005)
- A Ilha (2005)
- Diamante de Sangue (2006)
- Eragon (2006)
- Quebrando Regras (2008)
- Heróis (2009)
- A Tempestade (2010)
- Forças Especiais (2011)
- Olho por Olho (2011)
- Voando para o Amor (2013)
- Guardiões da Galáxia (2014)
- O Sétimo Filho (2015)
- Furious 7 (2015)
- The Vatican Tapes (2015)
- A Lenda de Tarzan (2016)
- King Arthur: Legend of the Sword (2017)
- Somos todos iguais (2017)
- Aquaman (2018)
- Capitã Marvel (2019)
- Shazam! (2019)
- Charlie's Angels (2019)
- A Quiet Place Part II (2021)
- Blazing Samurai (2022)
- Adão Negro (2023)
- Rebel Moon[2] (TBA)

## Prêmios
- 2006 - National Board of Review - Melhor Ator (coadjuvante/secundário) por Blood Diamond
- 2004 - Black Reel Awards - Melhor Ator (coadjuvante/secundário) por In America
- 2004 - Independant Spirit Award - Melhor Ator (coadjuvante/secundário) por In America
- 2004 - ShoWest Convention, USA - Ator (coadjuvante/secundário) do Ano
- 2004 - Satellite Award - Melhor Ator (coadjuvante/secundário) por In America
- 2003 - San Diego Film Critics Society Awards - Melhor Ator (coadjuvante/secundário) por In America
- 1998 - Image Awards - Outstanding Lead Actor for a Motion Picture for Amistad